# 南萨斯喀彻温河
南萨斯喀彻温河（英語：South Saskatchewan River）是加拿大一条主要河流，从亚伯达省流到萨斯喀彻温省。
于20世纪上半叶，南方萨斯喀彻温河将在冬季完全冻结，造成壮观的水静止流动景象，但也为萨斯卡通和梅迪辛哈特带来的水患。至少有一条在萨斯卡通的桥梁被带冰的河水冲毁。1960年代建造的加德纳大坝解决了水患，但因流量减少而导致河流中出现了许多沙洲。
它源自弓河，流经1392公里的地方到达萨斯喀彻温河交汇处，有280米的落差。流域面积为146,100平方公里，其中1,800平方公里位于美国蒙大拿州，其余位于亚伯达省和萨斯喀彻温省